# Карлов, Виктор Владимирович
Ви́ктор Влади́мирович Ка́рлов (1945—2023) — советский и российский этнограф, этнолог и этносоциолог, сибиревед, специалист по этнокультурным процессам в России и сопредельных странах. Преподаватель кафедры этнографии (этнологии) исторического факультета МГУ.
Доктор исторических наук, заслуженный профессор МГУ (2010). Член учёного совета по защите диссертаций по археологии, этнологии и антропологии при МГУ, а также совета по защите диссертаций по этнографии, этнологии и антропологии Института этнологии РАН. Член Ассоциации этнологов и антропологов России.

## Биография
Родился в Сталинграде в семье служащих. В 1962 году поступил на исторический факультет МГУ, где специализировался по кафедре этнографии, защитил дипломную работу в 1967 году. Поступив в аспирантуру под руководство профессора Л. П. Лашука, в 1970 году защитил кандидатскую диссертацию на тему хозяйства и социальной структуры эвенков в XVII — начале XX в.
Первое рабочее место на историческом факультете В. В. Карлов получил в лаборатории истории русских городов, где в 1971—1981 годах занимался историей Подмосковья, в частности, Можайска. В 1981—1983 годах работал старшим научным сотрудником лаборатории истории национальной политики и национальных отношений в России XX в.[уточнить]
В 1992 году защитил докторскую диссертацию по теме «Стадиальное и локальное в этнокультурных процессах у народов СССР. XIX — 80-е гг. XX в.».
С 1983 и до своей смерти в 2023 году В. В. Карлов работал на кафедре этнографии (в 1992 переименованной в кафедру этнологии). Читал кафедральные курсы и вёл семинары по этнографии Сибири, этнографии России и сопредельных стран, этнокультурным процессам в новейшее время, историографии этнографии, а также общие курсы по этнологии. Руководил кафедральными экспедициями в Сибирь, Закавказье и на Северный Кавказ.

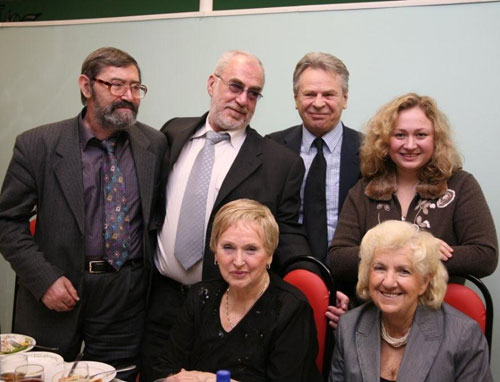
Сотрудники кафедры этнологии МГУ (2012). В. В. Карлов стоит слева

## Ключевые публикации
- Эвенки в XVII — начале XX в. (Хозяйство и социальная структура). — М.: Издательство МГУ, 1982. — 160 с. : ил., карт.;
- Введение в этнографию народов СССР (стадийные закономерности и локально-исторические особенности этнокультурных процессов в XIX-XX вв.): учебное пособие. — М.: Издательство МГУ, 1990. — 155, [2] с.; ISBN 5-211-01043-4;
- Этнокультурные процессы новейшего времени. — М.: Координационно-методический центр прикладной этнографии ИЭА РАН, 1995;
- Этнокультурное воспроизводство в условиях глобализации: этноперекрестки и трансграничье: коллективная монография / под. ред. В. В. Карлова, Е. А. Окладниковой. М.-Берлин: Директ-Медиа, 2016. — 316 с.; ISBN 978-5-4475-6091-1;
- Народы северо-восточной Евразии в XIX и XX вв. М.: КДУ, 2010. — 475, [1] с.; ISBN 978-5-98227-7 07-7.